# 普莱讷河畔塞勒
普莱讷河畔塞勒（法語：Celles-sur-Plaine，法語發音：[sɛl syʁ plɛn] ⓘ）是法国大东部大区孚日省的一个市镇，位于该省东北部，属于孚日圣迪耶区。

## 地理
普莱讷河畔塞勒（48°27'23"N, 6°57'0"E）面积20.09 平方千米，位于法国大東部大區孚日省，该省份为法国东北部内陆省份，北起默兹省和默尔特-摩泽尔省，西接上马恩省，南至上索恩省和贝尔福地区省，东临上莱茵省和下莱茵省。
与普莱讷河畔塞勒接壤的市镇（或旧市镇、城区）包括：皮埃尔佩尔塞、穆瓦延穆捷、穆塞、小拉翁、拉翁莱塔普、瑟诺讷、比永维尔、讷夫迈松、阿拉尔蒙。

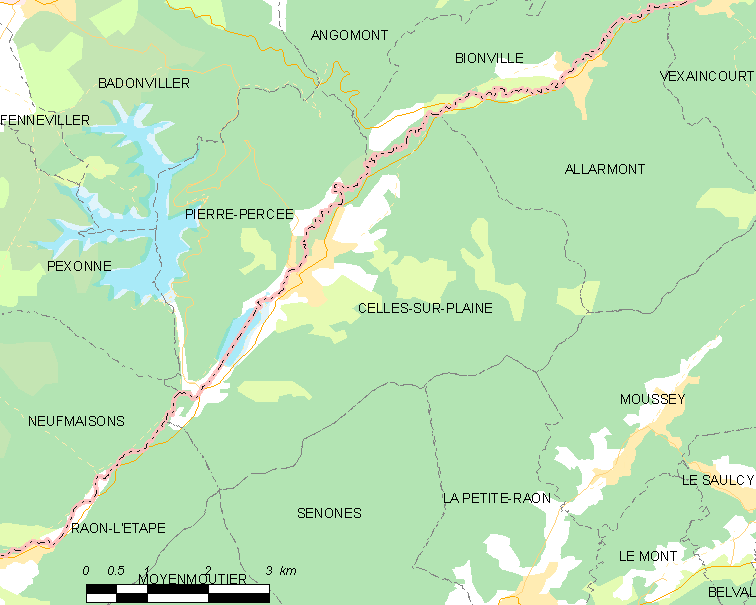
普莱讷河畔塞勒的OSM定位图

普莱讷河畔塞勒的时区为UTC+01:00、UTC+02:00（夏令时）。

## 行政
普莱讷河畔塞勒的邮政编码为88110，INSEE市镇编码为88082。

## 政治
普莱讷河畔塞勒所属的省级选区为拉翁莱塔普县。

## 人口

1962-2008年间普莱讷河畔塞勒人口变化图示

普莱讷河畔塞勒于2022年1月1日时的人口数量为751人。